# Sanctissima Eucharistia (časopis)
Sanctissima Eucharistia bio je hrvatsko-slovenski katolički mjesečnik.
Petar Julijan Eymard osniva 1856. Kongregaciju svećenika klanjatelja euharistije. Zatim je kongregaciji pridružio društvo za svjetovni kler – „Bratovština svećenika klanjatelja”.
Kasnije je odlučeno da hrvatski i slovenski svećenici članovi družbe izdaju zajednički list na hrvatskom i slovenskom jeziku.
Prvi urednik lista bio je Kvirin Klement Bonefačić.
List se uređivao i tiskao u Krku, u biskupijskoj tiskari „Kurykta“. Prvi je broj izašao 5. siječnja 1902. godine. U njemu su donošeni dokumenti Svete Stolice koji se tiču ove tematike. List je izlazio do 1911. godine.

### Članci
- Velčić, Franjo. 2010. Hrvatsko-slovenski vjesnik „Sanctissima Eucharistia“ (1902.-1911.) i Društvo svećenika klanjalaca. Riječki teološki časopis. Riječki teološki časopis. Rijeka. 35 (1): 151–169